# БобрДобр
БобрДобр — русскоязычный сервис социальных закладок.

## Возможности
- Создание и редактирование закладок.
- Создание групп пользователей.
- Поиск по ключевым словам, тэгам и группам пользователей.
- Просмотр закладок у других пользователей.
- Слежение за избранными пользователями.
- Добавление пользователей в друзья.
- Эксперты, экспертные группы и закладки.